# Presandães
Presandães é uma aldeia do concelho de Alijó. No local já foram encontradas construções romanas.

## Localização
Aldeia transmontana do concelho de Alijó. Situada a Norte deste, tem a agricultura como actividade predominante destacando-se a produção de vinho.Divide-se em cinco pequenos bairros muito típicos e com fortes rivalidades entre si. O bairo das Lajes, Pendão, Cimo do Povo, Fundo do Povo e o Bairro do Cabeço. Este último provavelmente o mais carismático quer pela sua posição cimeira relativamente à aldeia, quer também pelos seus habitantes unidos e bairristas. É deste que partem as procissões mais bonitas, as rusgas tradicionais, etc. Também é neste bairro que um dos "compadres" apregoa os célebres casamentos por altura do Carnaval, tradição secular que consiste em dois "compadres", colocados estrategicamente em dois pontos elevados da aldeia (Pendão e Cabeço), "casando" todos os rapazes e raparigas solteiras da aldeia, atribuindo-lhe os respectivos dotes bem como os seus padrinhos. Esta comunicação faz-se através de um funil e cujas vozes ecoam por toda a aldeia. É um misto de surpresa e curiosidade, pois ninguém sabe, a não ser os "compadres" quais os noivos que vão ser anunciados. Consta que em tempos idos, alguns rapazes ou pais de raparigas subornavam os "compadres" para "casar" com a pessoa que mais lhe conviesse e na sequência deste evento poder iniciar-se um namoro.
É no Bairro do Cabeço que se situa o campo de jogos da aldeia (Estádio das Eirinhas) nome provavelmente atribuído pela proximidade da várias eiras onde o cereal de pão e trigo eram malhados).
Presandães tem o seu ex-libris, a escola primária mandada construir por João Teixeira de Barros benemérito e antigo habitante da aldeia. Edifício neo-clássico construído de forma geométrica com amplos jardins e separados por muro de ferro destinada cada uma das partes a rapazes e raparigas. Só depois de 1974 as classes começaram a ser mistas e umas das alas destina-se ainda hoje ao ensino pré-primário.